# 秦嵩
秦嵩（1552年—1589年），字中望，號少室，湖廣鄖陽府鄖縣民籍，直隸蘇州府吳縣人，明朝政治人物。

## 生平
萬曆元年（1573年）癸酉科湖廣鄉試第十一名，萬曆十一年（1583年）癸未科會試第一百六十六名，登三甲第三十七名進士。兵部觀政，本年授四川巴縣知縣，十四年致仕，十七年卒。

## 家族
曾祖秦慶；祖父秦秉仁；父秦黻。母毛氏；繼母李氏。